# Música de Cap Verd

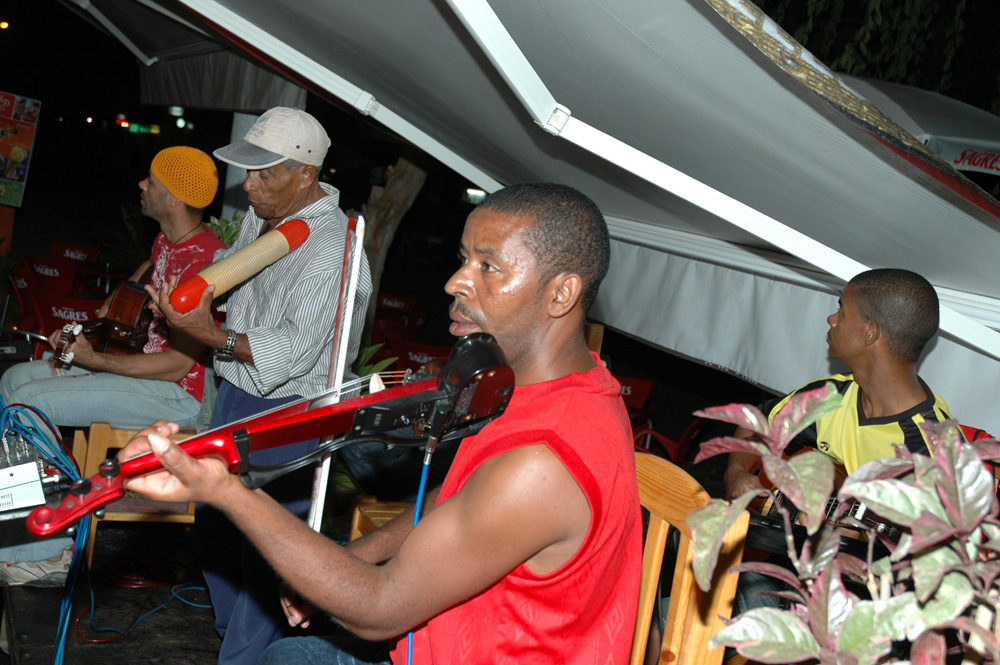
Un grup tradicional de música de Cap Verd

La música de Cap Verd té un ric substrat que, actualment, es configura com una de les lusofonies musicals més interessants, barreja de tradicions musicals portugueses, africanes, brasileres i antillanes.
| «                                        | (castellà) De las formas musicales que componen el panorama caboverdiano, destacan el batuque, los ritmos y melodías del kolá y pilón (inherente a las fiestas de los Santos), el funaná, la morna, la coladeira y las formas orquestales modernas derivadas del funaná tradicional, de la kolá, del batuque, o de los ritmos asociados a la fiesta de la Bandeira, en Fogo. | » |
| — Carlos Filipe Gonçalves, Kab Verd Band | |   |

A aquestes formes tradicionals de la música de Cap Verd, cal afegir algunes adaptacions recents de ritmes d'origen americà, especialment el zouk, originari de les Antilles Franceses, i el rap capverdià.

## Història
Existeixen pocs documents sobre l'evolució de la música a Cap Verd. És d'esperar que les poblacions que es van assentar històricament en l'arxipèlag de Cap Verd (africans i europeus) hi portessin les seves tradicions musicals, però no se sap res sobre el moment en el qual es produeix el mestissatge.
Durant la colonització portuguesa, el tipus de música permès per l'administració colonial era bàsicament la música religiosa, quedant altres formes d'expressió més popular relegades a la clandestinitat. Aquesta política de repressió va augmentar durant el règim de l'Estado Novo per l'administració portuguesa, per considerar certs gèneres com a «africans», la qual cosa va fer que algunes formes d'expressió gairebé s'extingissin. Després de la independència hi va haver un fort ressorgir dels gèneres musicals tradicionals, i una eclosió de noves experiències de fusió, fins al punt de conformar un ampli ventall de gèneres propis.

## Elements de la música de Cap Verd
La música de Cap Verd és polifònica, és a dir, la melodia es desenvolupa sobre una base formada per una successió d'acords, diferenciant-se clarament de la tradició musical de l'Àfrica occidental, que es caracteritza per l'ús continuat del contrapunt. Les escales musicals emprades són, en general, escales d'origen europeu, tot i que la morna, la coladeira, la masurca o el lundum, per exemple, utilitzen freqüentment escales cromàtiques.
Si a la melodia i l'harmonia destaca la influència europea, en el ritme es pot percebre la influència africana, molt sincopada i polirítmica, tot i que, tret del cas del batuque, han perdut una de les essències de la música africana, com és la utilització de la rítmica en creu, és a dir, l'acumulació de polirítmia i polimetria. S'utilitzen normalment compassos binaris o quaternaris, tot i que la kolá i les adaptacions de la masurca i el vals utilitzen, naturalment, el compàs ternari.
Estructuralment, els gèneres musicals capverdians s'articulen en estrofes musicals, alternades amb una tornada. Només el batuque i la tabanca mantenen l'estructura típica africana de crida i resposta.

## Instrumentació
En la instrumentació tradicional predominen els instruments cordòfons: la guitarra (anomenada violão a Cap Verd), la viola de 10 i 12 cordes (anomenades simplement viola), el cavaquinho i el violí (anomenat rebeca). El piano només s'ha utilitzat de manera molt marginal, tot i que recentment s'ha fet molt més usual entre els grups, en la seva versió elèctrica. Els instruments melòdics no eren gens usuals en les formes tradicionals de la música capverdiana, tot i que actualment s'hi poden trobar saxòfons, clarinets i trompetes.
Alguns gèneres tenen els seus instruments específics. És el cas del funaná, on l'acordió (anomenat gaita) s'utilitzava com a element central. Actualment s'ha estès el seu ús a altres gèneres.
En les seccions rítmiques s'utilitzen diferents tipus de tambors. Cal destacar un instrument autòcton, denominat ferrinho. També hi ha instruments clarament africans, com el bombolom, la cimboa, el correpi, o el dondom, que han estat substituïts progressivament per la bateria i, cada cop més, pel caixó, d'origen afroamericà.

## Gèneres musicals

### Batuque

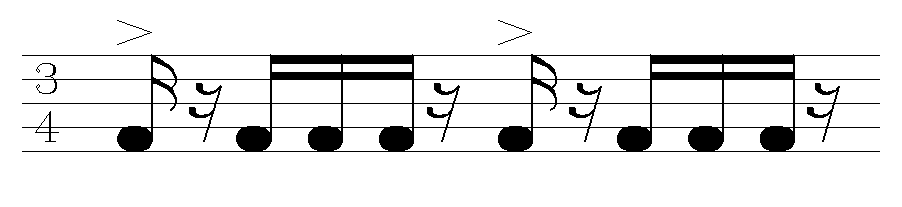
Model rítmic del batuque, ± 112 bpm

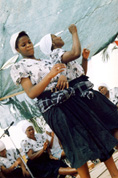
Batucadeiras l'any 1994

Anomenat batuk en crioll, és una de les formes més antigues del folklore capverdià, ja que procedeix de les primeres remeses d'esclaus africans vinguts en el segle xv. Comparteix un mateix origen i, per tant, elements comuns, amb el batuque brasiler, encara que ha tingut un desenvolupament totalment autònom. Durant molt temps, la seva pràctica va estar prohibida per les autoritats colonials: inicialment la va prohibir l'Ajuntament de Praia l'any 1866, i no va quedar totalment "alliberat" fins al moment de la independència (1975).
El batuque és propi de l'arxipèlag de Sotavento, i més concretament de l'illa de Santiago, on Tarrafal és el seu centre de referència. No obstant això, hi ha indicis de què, en el seu moment, va estar estès per totes les illes de Cap Verd.
Com a gènere musical, el batuque es caracteritza per tenir un tempo moderato, un compàs de 6/8 o de 3/4, i ser escassament melòdic, és a dir, sense acompanyament polifònic. Acostumava a interpretar-se exclusivament per dones, que s'acompanyaven d'instruments de percussió. Al contrari que els altres gèneres musicals de Cap Verd, el batuque s'estructura en forma de crida i resposta, i és l'únic que presenta principis de rítmica en creu. De fet, analitzant el ritme, es reconeix com una superposició d'un ritme ternari sobre un ritme binari.
En la seva forma tradicional, el batuque s'organitza com si fos un crescendo orquestal. Acostuma a estar dividit en dos moviments o parts:
- Antigament, començava amb una introducció de cimboa, que establia la línia melòdica base. Actualment, gairebé no s'utilitza aquest instrument. El primer moviment es denomina, en crioll, galion. Sobre una base rítmica realitzada per les batucadeiras mitjançant batre de palmes i peus, la cantant solista, anomenada kantadera profeta, entona una melopea que, després, és acompanyada a l'uníson per les restants cantants (anomenades kantaderas di kunpanha). Aquests versos són texts improvisats, exemple de repentisme, com succeeix amb el trovo, i tracten temes quotidians, crítica social o referències a personatges coneguts.
- Aquesta estructura de crida i resposta es manté en el segon moviment, anomenat txabéta. Aquest moviment correspon a un clímax orquestal, en el qual totes les intèrprets efectuen el mateix ritme en creu, a l'uníson; i totes les cantants canten el mateix vers a l'uníson, en forma de tornada.

Modernament, el batuque ha estat objecte de variacions conceptuals pels compositors. La música es recolza en suport polifònic (seqüències d'acords), i presenta una estructura similar als altres gèneres musicals de Cap Verd, alternant estrofes i tornades, siense un ús perceptible de la forma de crida i resposta. Després de la independència del país (1975) va haver-hi un interessant ressorgiment dels grups i artistes de batuque, fins llavors relegats. Històricament destaca la cantant Nacia Gomi, que és per al batuque el que Cesária Évora significà per a la morna. Entre els que l'executen habitualment, des dels anys 1990, es troben compositors com Orlando Pantera, Tcheka o Vadú, que realitzen treballs d'investigació i donen una forma nova al gènere, amb composicions que han estat enregistrades per joves figures com Lura, Mayra Andrade, Nancy Vieira, etc. Un dels grups més coneguts del gènere és Batuko Tabanka.
El batuque ha tingut igualment importància en el desenvolupament d'un jazz crioll propi de les illes, en el qual destaca el grup Raíz Tambarina.

### Funaná

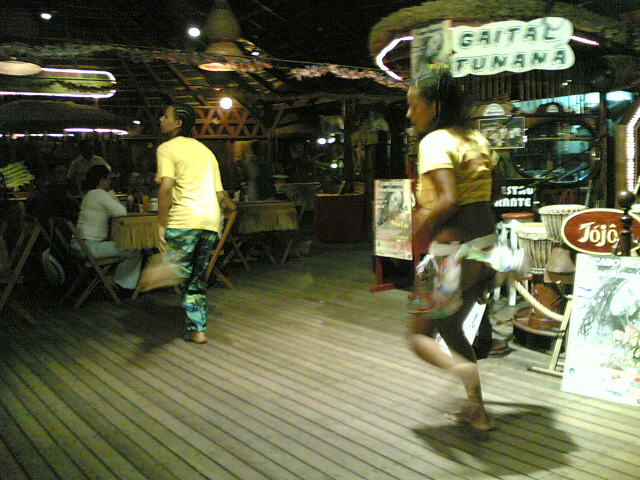
Ball del funaná a l'Illa de Sal

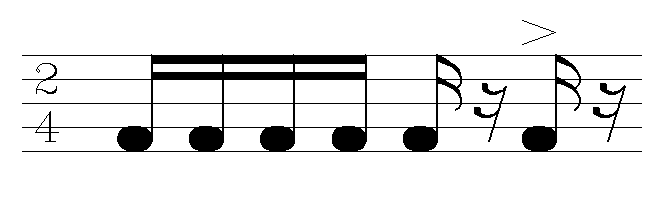
Model rítmic del funaná, ± 150 bpm

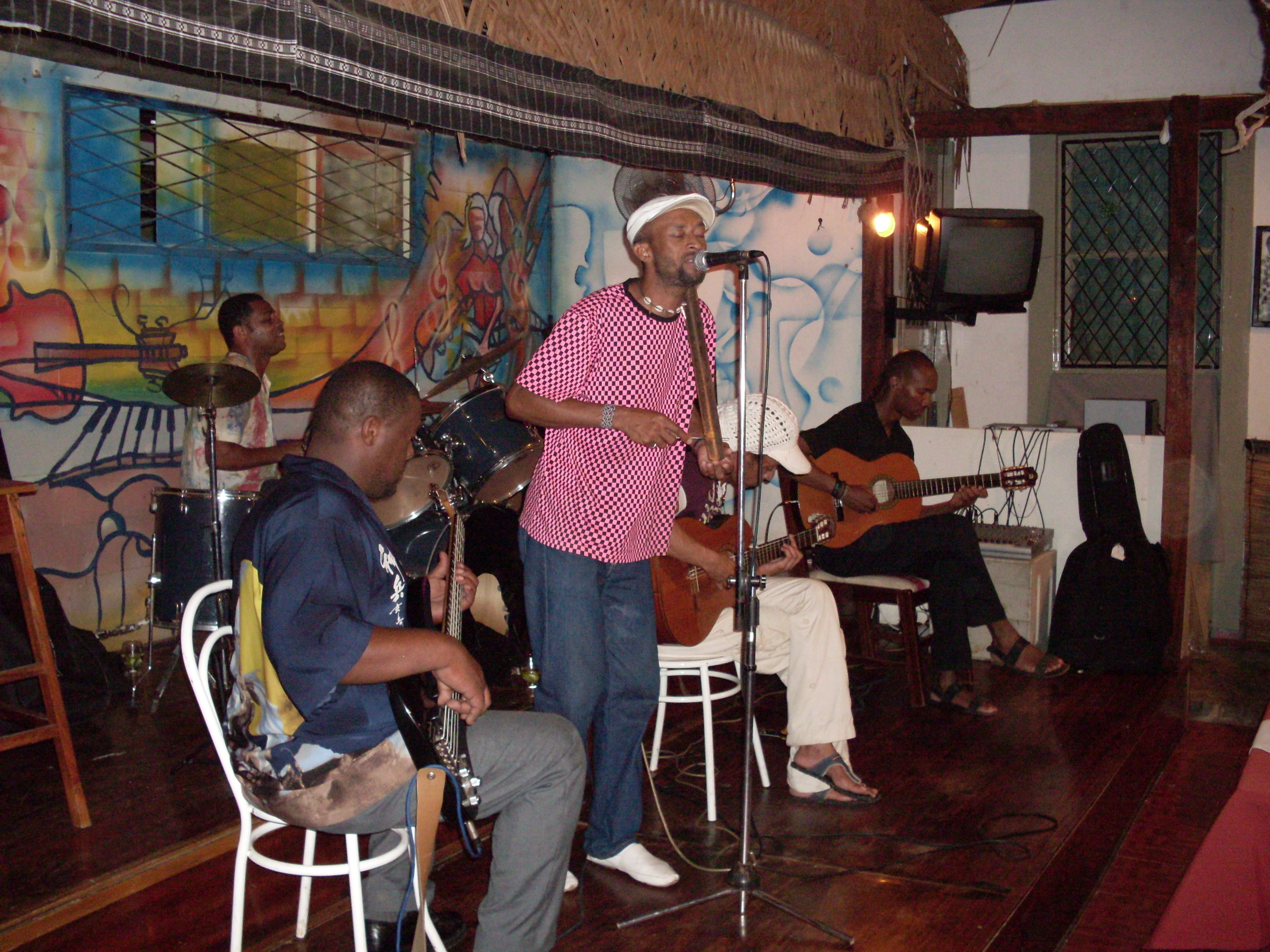
El cantant de funaná Bino Branco, del grup Ferro Gaita, actuant al costat del músic Vadú

Com a gènere musical, el funaná es caracteritza per un tempo variable, des de vivace fins a andante, i un compàs binari. El funaná està íntimament associat a l'acordió, més específicament a l'acordió diatònic, conegut a Cap Verd com a gaita. Aquest fet influí en una sèrie d'aspectes musicals que caracteritzen el funaná com, per exemple, en les seves formes més tradicionals, el fet d'utilitzar escales diatòniques i no pas escales cromàtiques.
L'estructura d'un tema de funaná és típica: alterna estrofes amb tornades, intercalades sempre amb un passatge de solo d'acordió. L'acompanyament acostuma a estar executat amb la mà esquerra de l'acordió, aportant tant la línia de baixos com els acords. La línia rítmica s'executa amb el ferrinho, encara que cada cop és més usual substituir-lo per la bateria.
És un gènere originari de l'illa de Santiago, com ja s'ha indicat, i va estar durant molt temps associat al món rural, mentre que la morna era el gènere preferit de les zones urbanes. El funaná es considerava una música de classes socials baixes, fins que, després de la independència, es va produir la seva modernització, gràcies principalment al cantant i guitarrista Carlos Alberto Martins "Catchás", originari de Pedra Badejo, qui hi va aportar elements del jazz i influí decisivament en tots els músics del gènere, convertint-lo a més en un estil estès per les restants illes de l'arxipèlag.
Els intèrprets més coneguts de funaná són Suzana Lubrano, Kaka Barbosa, Kiko Cabral, el mateix Tcheka i els grups Finaçon i Ferro Gaita, entre molts altres.

### Morna

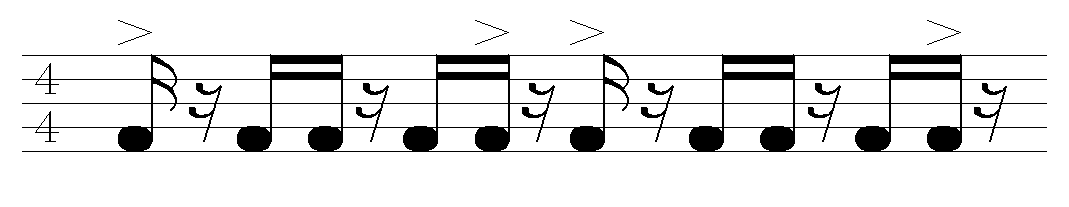
Model rítmic de la morna, ± 60 bpm

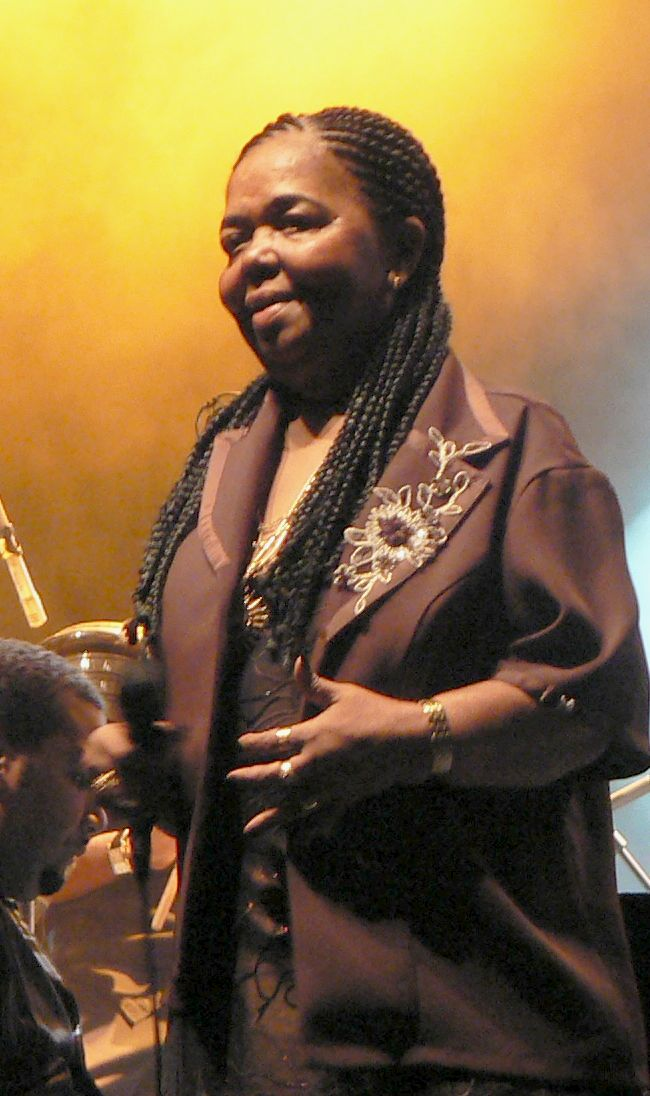
Cesária Évora, la reina de la morna, l'any 2006

La morna és, sens dubte, el més conegut internacionalment dels gèneres autòctons de Cap Verd, en bona part gràcies a la gran projecció assolida per Cesária Évora, la seva intèrpret més coneguda. És també, el gènere més identificatiu de la música insular l'únic que fou acceptat socialment pel sistema colonial. El seu origen recull elements del fado portuguès, del tango argentí i de ritmes africans, com el lundum angolà.
Tanmateix, no es coneix del cert quan i on sorgeix la morna. La tradició oral dona per suposat que és originària de l'illa de Boa Vista, i que apareix en el segle xviii, però no existeixen registres musicològics que ho corroborin. Tot i això, l'afirmació del musicòleg Alves dos Reis, indicandto que, durant el segle xix, la invasió de la música europea (polca, masurca, galope, contradansa…) i altres gèneres musicals a Cap Verd, va produir un canvi en la morna, deixa entendre que, en aquella època, la morna ja era una forma musical adulta i acabada. En tot cas, fou a l'illa de São Vicente on es va conformar com el "gènere rei de les illes", en part gràcies a la feina del gran B.Leza, qui aporta, a més, el toc brasiler, herència del seu professor, el guitarrista Luis Rendall, en afegir-hi acords de pas amb variacions de mig to.
A més d'Évora i B.Leza, hi ha hagut altres grans intèrprets de morna i coladeira, de gran projecció: Paulino Vieira, Armando Tito, Leonel Almeida, Ildo Lobo, Tito Paris, José Neves "Zeca", Teófilo Chantre, Nancy Vieira, Bana, etc.

#### Estructura musical
Com a gènere musical, la morna es caracteritza per tenir un tempo lent, un compàs binari (de vegades quaternari), i, en la seva forma més tradicional, tenir una estructura harmònica basada en el cicle de quintes, un recurs típic del jazz, en el sentit que l'estructura poètica s'organitza en estrofes que es van alternant amb una tornada. La morna és gairebé sempre monotònica, és a dir, composta en una única tonalitat. Les composicions que utilitzen més d'una tonalitat són rares, i generalment acostumen a ser fragments de pas des d'una tonalitat menor a una de major, o viceversa.
En l'aspecte líric, el gran reformador i modernitzador de la temàtica de la morna fou el poeta Eugenio Tavares, qui va introduir a començaments del segle xx el lirisme i l'exploració dels sentiments típics del romanticisme, en especial la saudade, lirisme que perdura avui en dia a la morna.

##### Harmonia
Tal com s'ha indicat, en la seva forma més tradicional, la morna es desenvolupa com un cicle de quintes. La progressió harmònica comença en un acord (la tònica) d'una determinada tonalitat; el segon acord és una quinta inferior (la subdominant); el tercer és igual al primer; i el quart, una quinta superior (la sèptima dominant). Popularment, aquests acords (tònica, sèptima dominant, i subdominant) tenen a Cap Verd els noms de «primeira», «segunda» i «terceira», de la tonalitat en qüestió. Per exemple, si la música ha de ser interpretada en la tonalitat de La menor, l'acord de La m es denomina «primeira de La menor», l'acord de Mi 7 es diu «segunda de La menor» i l'acord de Ré m rep el nom de «terceira de La menor».
Aquesta seqüència es troba en les formes més bàsiques i primàries de la morna. Posteriorment es va enriquir aquesta estructura amb els acords de pas i, en tot cas, no es tracta d'una estructura obligatòria, com succeeix amb la del blues. Molts compositors (sobretot els compositors més recents) estableixen seqüències d'acords diferents. Per cert, amb freqüència s'ha denominat a la morna com "blues capverdià", encaravque només té una llegera relació musical amb el blues.

##### Melodia
La línia melòdica de la morna varia molt al llarg de la composició, amb seqüències de notes ascendents i descendents, i amb figures que generalment no són iguals entre si. Una característica freqüent en la melodia de la morna és l'ús de la síncope, accentuant en el primer temps, i no en el darrer mig-temps del compàs.
La melodia està estructurada en versos, que al seu torn s'organitzen en estrofes. Les estrofes principals alternen amb una estrofa-tornada, i aquesta alternància pot presentar diversos models: ABABAB, ABCBABCB, ACBACB, AABCCB, etc. La melodia de la tornada (B) mai no és igual a la melodia de les restants estrofes.

#### Instrumentació
L'instrument per excel·lència de la morna és la guitarra, anomenada popularment «violão» a Cap Verd. En els grups més reduïts, hom acompanya la veu també amb un altre instrument solista, que pot ser o bé una altra guitarra, un violí (anomenat popularment «rabeca» a Cap Verd), o bé qualsevol altre instrument melòdic. La manera específica de pulsar les cordes a la guitarra es coneix com a «mãozada». La mãozada de la morna articula un baix (executat amb el polze, marcant l'accentuació del ritme) amb acords (executats amb els altres dits, ja sigui en arpegi, o rítmicament, o en una combinació d'ambdós).
Els grups de morna més actuals, a més de la guitarra, inclouen també un cavaquinho (que executa els acords rítmicament), una viola de deu o dotze cordes, un instrument solista per donar suport a la veu del cantant (violí, clarinet o, més recentment, saxo), i algun instrument de percussió.
A partir de la década de 1960 hi ha una "electrificació" de la morna, en la qual els instruments de percussió se substitueixen per la bateria, i la tècnica de la mãozada s'abandona per passar el baix elèctric a portar la línia de baixos, i utilitzant la guitarra elèctrica per a la rítmica. Tot i això, a finals dels anys 1990 hi ha un retorn a les arrels, recuperant el cavaquinho i la percussió, emprant, però, instruments importats com el caixó.

### Coladeira

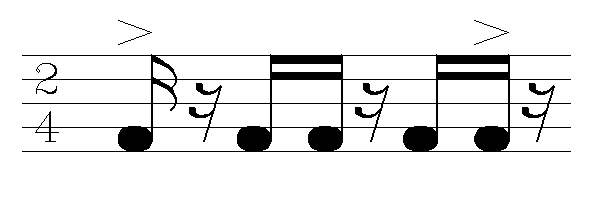
Model rítmic de la coladeira, 106~120 bpm

La coladeira o koladera (en llenguatge crioll) és un estil usualment considerat com una ramificació de la morna, amb influències afro-brasileres. La paraula koladera significava originàriament l'acte de sortir al carrer per cantar la kolá, un tipus de cançó pròpia de Cap Verd. Segons la tradició oral, hauria sorgit en els anys 1930 a l'illa de São Vicente, quan el compositor Antón Tchitch hauria accelerat voluntàriament el temps d'una morna, encara que es tracta d'un aspecte no documentat. A poc a poc, aquest nou gènere musical es fou consolidant, absorbint influències musicals diverses, sobretot de la música brasilera. De de São Vicente va passar a la resta d'illes, sorgint en el procés dues escoles diferents, cadascuna amb un estil propi: una en les illes de Barlavento, centrada a Mindelo, i la segona en les illes de Sotavento, centrada a Praia.
Com a gènere musical, la coladeira es caracteritza per tenir un tempo variable, des de l'allegro fins l'andante; un compàs binari, i, tal com succeeix amb la morna, una estructura harmònica basada en el cicle de quintes. També l'estructura poètica és igual a la de la morna. Generalment, el temes més abordats per la coladeira són sàtires, crítiques socials, relats alegres i temes lúdics. Segons alguns autors, els temes originals de la morna de Boa Vista haurien estat precisament aquests. Fou després de l'evolució dels temes propis de la morna, en la seva extensió a la resta de les illes i l'adopció del lirisme i la saudade com a element definitori, quan el gènere emergent de la coladeira s'hauria apoderat de la temàtica inicial de la morna de Boa Vista. Aquesta temàtica recollia els temes abordats per les cantigas de escarnio y de maldizer medievals portugueses. La instrumentació dels grups de coladeira és bàsicament la mateixa que la del de morna, encara en molta major presència d'instruments de percussió (chocalho, reco-reco, caneca, congas, etc.)
Existeixen diverses variants de la coladeira, en funció del tempo i de les influències musicals. La variant més important, per la seva extensió entre la població actual, és la generada per fusió amb el zouk.

### Kolá o Cola San Jon

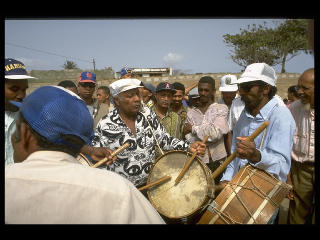
Grup de kolá, a la Festa de Sant Joan, a São Vicente

És un gènere molt arrelat en totes les illes, ja que possiblement és el més antic de tots, i antecessor del batuque. Va arribar des d'Àfrica continental, amb les primeres remeses d'esclaus, en el segle xvi, i té molts punts en comú amb diveres danses afrobrasileres i cubanes. Es tracta d'una dansa realitzada per parelles o quartets de dones, acompanyada exclusivament pel so dels tambors, en la qual es xoquen els ventres de forma violenta. Va estar prohibida en les ciutats més importants, en la dècada de 1940, per considerar-se lasciva, arribant a prohibir-se fins i tot el toc de tambors.
Actualment es manté sobretot en les illes de Santo Antão, São Vicente i São Nicolau, és a dir, les més occidentals, i acostuma a interpretar-se, com diu el seu nom, durant la festa de Sant Joan, a finals de juny, i suposa una de les grans celebracions populars multitudinàries de l'arxipèlag. Les composicions que s'interpreten han estat transmeses oralment de generació en generació, i tenen un caràcter col·lectiu, on ha perdurat el principi africà de la rítmica en creu. Els principals grups de kolá, actualment, són Cordas do Sol i Irmãos Unidos, totes dues formacions originàries de l'illa de Santo Antão.

### Tabanca

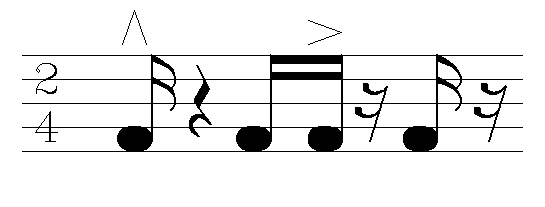
Model rítmic de la tabanca, ± 120

La tabanca (tabaka en crioll) és un gènere musical tradicional de Cap Verd, associat a la festa de la Santa Creu, que se celebra el 3 de maig. Té un origen eminentment rural, ja que va ser als petits nuclis on es va desenvolupar de manera clandestina durant la dominació colonial.
Es caracteritza pel seu tempo allegro, un compàs binari, i per ser cantat sense acompanyament polifònic. En la seva forma tradicional, s'estructurava amb la forma de crida i resposta, en la qual el cantant principal entona un vers que és repetit a l'uníson pels intèrprets restants. L'acompanyament rítmic s'executa amb tambors i alguns instruments tradicionals de vent, com els xiulets o els corns. Aquests últims (generalment tres, en registres greu, mitjà i agut) executen un ostinato rítmic-melòdic que cobreix una tessitura d'una sexta. En la tabanca de la localitat de Chã de Tanque, en el municipi de Santa Catarina, els corns s'han substituït per cornetes de pistons. Rítmicament, existeixen almenys quatre variants de tabanca: la tabanca de Várzea, la tabanca de Achada Grande, la tabanca de Achada de Santo António (les tres a la ciutat de Praia) i la ja citada tabanca de Chã de Tanque (a Santa Catarina). Modernament, la tabanca té una estructura diferent de la tradicional, de manera molt més propera als altres gèneres de la música capverdiana.
L'origen de la tabanca és incert. Segons alguns autors, una de les hipòtesis més probables es remunta al 3 de maig d'algun any del segle xviii, durant la festa de la Santa Creu. Els senyors esclavistes, van concedir per un dia llibertat als esclaus per fer les seves pròpies celebracions. Aquests esclaus haurien aprofitat aquesta llibertat temporal per realitzar un teatre de carrer on ridiculitzarien tota l'estructura social en vigor a l'època. Juntant sincrèticament aspectes religiosos cristians amb pràctiques d'origen africans, la tabanca es va anar desenvolupant en una desfilada, a la qual cada participant representava un element de la societat. Tant l'administració com l'església van reaccionar de manera hostil a aquesta festa i a la seva música, i a partir del segle xix la van prohibir.
Com a manifestació cultural, la tabanca va molt més enllà d'un simple gènere musical. Existeixen un gran nombre d'activitats associades a la festa. Tot i que actualment es dona en l'illa de Maio, la tabanca és més popular en el seu lloc d'origen, l'illa de Santiago. Les festivitats de la tabanca comencen generalment el 3 de maig, dia de la Santa Creu, i s'estenen a tots els dies festius entre maig i juny.

### Masurca i contradansa

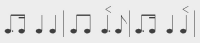
Exemple de figures rítmiques de la masurca

En les zones més rurals de l'arxipèlag de Barlavento, especialment en les illes de Santo Antão i São Nicolau, la música popular tradicional està fonamentada sobre la masurca, una dansa d'origen polonès que es va estendre per l'arxipèlag a començaments del segle xix. Es balla per parelles, disposats en dues files, i dirigides per un mestre de cerimònies, en compàs de 3/4 i tempo viu. Una variant de la masurca es balla encara actualment a l'illa de Fogo, amb el nom de "rabolo".
La contradansa és d'origen britànic i ball molt semblant, que se suposa que es va portar a les illes al voltant del segle xvi, i que encara s'executa a Santo Antão.

### Zouk

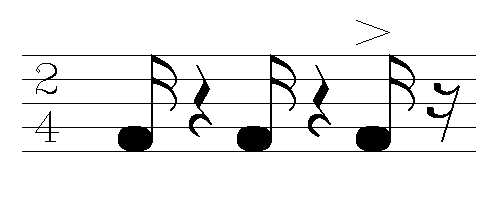
Model rítmic del cola-zouk, 90-120 bpm

El zouk és un estil de música rítmica originat en les Antilles Franceses, especialment en les illes de Guadalupe i Martinica. Té les seves arrels en la kompa haitiana, i la paraula zouk s'acostuma a traduir com "festa" o "festival". La paraula «zouk» sembla provenir de mazouk, forma popular de designar la masurca criolla, molt apreciada fins a mitjans del segle xx. Es balla en parelles, amb els components molt propers, on l'home agafa la dona per la cintura i la dona enllaça un braç al voltant del coll del seu company. En el seu origen, era una música tradicional, lligada als balls de carnaval. Des dels anys 1980, s'hi incorporen instruments electrònics, seqüenciadors i teclats, convertint-se així en una música dirigida a les pistes de ball urbanes. Entre els intèrprets més coneguts del gènere estan Beto Dias, Ricky Boy, Nataniel i Suzana Lubrano.

## Escena musical
L'escena musical de Cap Verd es concentra en les seves dues principals ciutats, la capital Praia, a l'illa de Santiago, i el port de Mindelo, a l'illa de São Vicente. Totes dues tenen una important vida musical, amb un gran nombre de locals que ofereixen música en directe tots els caps de setmana de l'any. A Praia se celebren dos grans festivals, el denominat "Festival de Gamboa", de música tradicional, i el "Kriol Jazz Festival"; tots dos es nodreixen bàsicament de bandes africanes i capverdianes. A São Vicente se celebra a l'estiu el multitudinari "Festival de Bahía das Gatas", a la localitat costanera del mateix nom. També s'hi organitzen festivals de gran projecció en la turística illa de Sal ("Festival de Santa María") i a Boa Vista ("Festival Praia da Cruz", a la localitat de Sal Rei). Des de l'any 2011 se celebra la gala anual dels "Premis de la Música de Cap Verd", amb l'objectiu d'impulsar la indústria local.
Tanmateix, no existeix a Cap Verd una indústria discogràfica consolidada, encara que sí que existeixen multitud d'artistes que han editat discs internacionalment. Les productores locals són empreses força reduïdes, radicades a Praia (on hi ha estudis d'enregistrament) o Mindelo, dedicades bàsicament a l'impuls de joves artistes locals, normalment en col·laboració amb segells discogràfics europeus. És el cas, per exemple, d'Edições Artiletra de Mindelo (amb artistes joves propers a la pop, com Solange Cesarovna) o Madyara Produções, de Praia (amb artistes com l'emergent senegalès Mamadou). Tot i això, la major part dels artistes amb projecció internacional han enregistrat amb empreses europees, i de forma significativa amb el segell francès Lusafrica, radicat a París, creat l'any 1988 per editar exclusivament música capverdiana; va obtenir el seu primer èxit l'any 1991 amb Cesária Évora. Posteriorment va ampliar el seu ventall a músics de Mali, Angola i altres països d'Àfrica occidental i, fins i tot, de les Antilles, encara que continua editant artistes d'èxit de Cap Verd (Boy Gé Mendes, Lura, Zé Luis, Tcheka, el saxofonista Luis Morais, Mario Lucio, Jorge Humberto, Fantcha, Ferro Gaita, Ildo Lobo, Tito Paris, Rui Lima i altres). En altres discogràfiques franceses i portugueses s'ha editat l'obra d'altres músics del país, més o menys propers a la tradició, com és el cas de Teófilo Chantre, Lutchinha, Jovino dos Santos, Jorge Sousa, José Neves "Zeca", Dulce Matías, René Cabral, Morgadinho, Titina, o el guitarrista de Guinea Bissau Manecas Costa.
La continuïtat en la ceclebració dels Premis de la Música (CVMA) han donat impuls a noves figures. Mirri Lobo fou el gran triomfador dels Premis de la Música de Cap Verd del 2012, que també van reconèixer la carrera del veterà cantant Bana, de 80 anys, fundador en els anys 1960 del grup Voz de Cabo Verde, el primer gran ambaixador de la música illenca. Altres triomfadors en posteriors edicions han estat el grup Splash, amb cinc premis l'any 2013, o la cantant Neuza, guanyadora de dues categories l'any 2014. L'any 2015, els premis van estar molt més repartits, on van ser guardonats, entre d'altres, Gardénia Benros (millor morna), Jorge Serna (millor coladeira) o Lejemea (millor funaná).